# Šindži Nakano
Šindži Nakano (japonsko 中野 信治), upokojeni japonski dirkač Formule 1, *1. april 1971, Osaka, Japonska.
Šindži Nakano je upokojeni japonski dirkač Formule 1. Debitiral je na Veliki nagradi Avstralije v sezoni 1997, ko je dirko končal blizu točk na sedmem mestu. V tej sezoni je dosegel svoji edini uvrstitvi med dobitnike točk, šesti mesti na Velikih nagradah Kanade in Madžarske. V sezoni 1998 je bil blizu uvrstitvi v točke, saj je dosegel dve osmi mesti in sedmo mesto na Kanade, toda ni mu uspelo, po koncu sezone pa se je upokojil.

## Popoln pregled rezultatov Formule 1
(legenda) (odebeljene dirke pomenijo najboljši štartni položaj, poševne pa najhitrejši krog, †-uvrščen kljub odstopu)
| Leto | Moštvo                     | Šasija       | Motor                        | 1       | 2       | 3       | 4       | 5       | 6       | 7     | 8       | 9     | 10     | 11      | 12      | 13     | 14      | 15      | 16      | 17    | Prv | Toč |
| ---- | -------------------------- | ------------ | ---------------------------- | ------- | ------- | ------- | ------- | ------- | ------- | ----- | ------- | ----- | ------ | ------- | ------- | ------ | ------- | ------- | ------- | ----- | --- | --- |
| 1997 | Prost Gauloises Blondes    | Prost JS45   | Mugen-Honda MF-301HB 3.0 V10 | AVS 7   | BRA 14  | ARG Ret | SMR Ret | MON Ret | ŠPA Ret | KAN 6 | FRA Ret | VB 11 | NEM 7  | MAD 6   | BEL Ret | ITA 11 | AVT Ret | LUK Ret | JAP Ret | EU 10 | 18. | 2   |
| 1998 | Fondmetal Minardi Team SpA | Minardi M198 | Ford JD Zetec-R 3.0 V10      | AVS Ret | BRA Ret | ARG 13  | SMR Ret | ŠPA 14  | MON 9   | KAN 7 | FRA 17  | VB 8  | AVT 11 | NEM Ret | MAD 15  | BEL 8  | ITA Ret | LUK 15  | JAP Ret |       | NC  | 0   |